# Johann Matthias Schultz
Johann Matthias Schultz (* 25. März 1771 in Skodborg, Nordschleswig; † 10. Dezember 1849 in Quickborn) war ein deutscher Klassischer Philologe.

## Leben
Johann Matthias Schultz studierte Evangelische Theologie und Philosophie an der Universität Kiel. Später wechselte er an die Universität Jena, wo er Mitglied der herzoglich lateinischen Gesellschaft wurde. Nach seiner Rückkehr nach Schleswig ernannte ihn die Gesellschaft zum Ehrenmitglied. 1792 wurde Schultz Conrector an der Domschule Schleswig.
Obwohl Schultz ursprünglich Theologe war, wandte er sich früh der Philologie zu. Bereits 1799 veröffentlichte er eine umfassende Studie über Mark Aurels Selbstbetrachtungen, 1802 folgte eine (griechische) Edition dieser Schrift. Diese Arbeiten lenkten die Aufmerksamkeit der akademischen Welt Schleswigs auf ihn und hatten seine Ernennung zum außerordentlichen Professor der Philologie an der Universität Kiel zur Folge (1802). Später veröffentlichte Schultz Studien zur Landesgeschichte, Stereotypausgaben verschiedener griechischer Autoren und chronologische Studien, die lange Zeit in Gebrauch blieben. Die philosophische Fakultät der Universität Kopenhagen verlieh ihm 1836 die Ehrendoktorwürde. 1846 trat Schultz im Alter von 75 Jahren in den Ruhestand und zog nach Quickborn, wo er drei Jahre später starb.

## Schriften
- Marc. Aurel. Antonin’s Unterhaltungen mit sich selbst. Aus dem Griechischen übersetzt. Mit Anmerkungen und einem Versuche über Antonin’s philosophische Grundsätze begleitet. Schleswig 1799
- Μαρκου Αντωνινου αυτοκρατορος Των εις εαυτον βιβλια ιβ’ / Marci Antonini imperatoris Commentariorum, quos ipse sibi scripsit, libri duodecim. Graeca ad codicum manuscriptorum fidem emendavit, notationem varietatis lectionum et interpretationem latinam castigatam adjunxit, Gatakeri aliorumque notas cum suis animadversionibus indicibusque locupletissimis adjecit. Schleswig 1802
- Vorläufiger Entwurf der allgemeinen Geschichte der Wissenschaften und schönen Künste bis zur Wiederherstellung der Wissenschaften, zum Gebrauch seiner darüber öffentlich zu hallenden Vorlesungen. Kiel 1803
- Philipp August König von Frankreich und Ingeborg Prinzessin von Dänemark. Ein historischer Versuch nach du Theil und Engelstoft frei bearbeitet. Kiel 1804
- Apparatus ad annales criticos rerum Graecarum inde ab initio Oplympiadum Iphiti usque ad Olympiadum Coroeb. CCXXX sive inde ab anno DCCCLXXXIV ante Ch. n. usque ad annum CXXXIV post Ch. n. collecti specimen contin. ann. a Chr. 590 Ol. 49,4/50,1 usque ad annum a Chr. 560 Ol. 54,4/55,1 dedit. Kiel 1826
- Beitrag zur genaueren Zeitbestimmung der hellenischen Geschichte von der 63 bis 72. Olympiade. Kiel 1841